# Igreja de Santa Maria (Kidwelly)

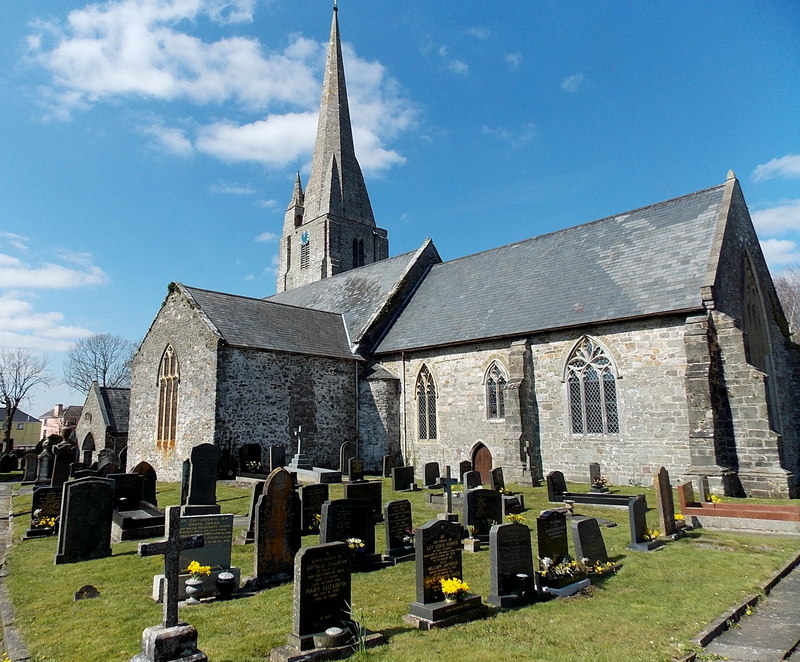
A Igreja de Santa Maria

A Igreja de Santa Maria é um edifício listado como Grau I. na cidade de Kidwelly, Carmarthenshire, no País de Gales. A igreja foi listada em dezembro de 1963. Fundada por volta de 1114, a igreja foi incendiada em 1223 e a maior parte da construção existente data de cerca de 1320 quando era um priorado beneditino.
Ela foi listada como a maior igreja paroquial no sudoeste do País de Gales, excepcional pela sua torre e detalhes góticos decorativos do século XIV.